# Limnophora vietnamensis
Limnophora vietnamensis este o specie de muște din genul Limnophora, familia Muscidae, descrisă de Shinonaga în anul 2000.
Este endemică în Vietnam. Conform Catalogue of Life specia Limnophora vietnamensis nu are subspecii cunoscute.